# 155 Kriminalfall Kaprun
155 Kriminalfall Kaprun (englischer Titel: The Kaprun Cover-Up) ist ein auf Deutsch und Englisch erhältliches Sachbuch des österreichischen Journalisten Hannes Uhl und des deutschen Journalisten Hubertus Godeysen. Der 2014 erschienene Titel befasst sich mit den Hintergründen und Ermittlungen zur juristischen Aufarbeitung der Brandkatastrophe der Gletscherbahn Kaprun 2.

## Inhalt

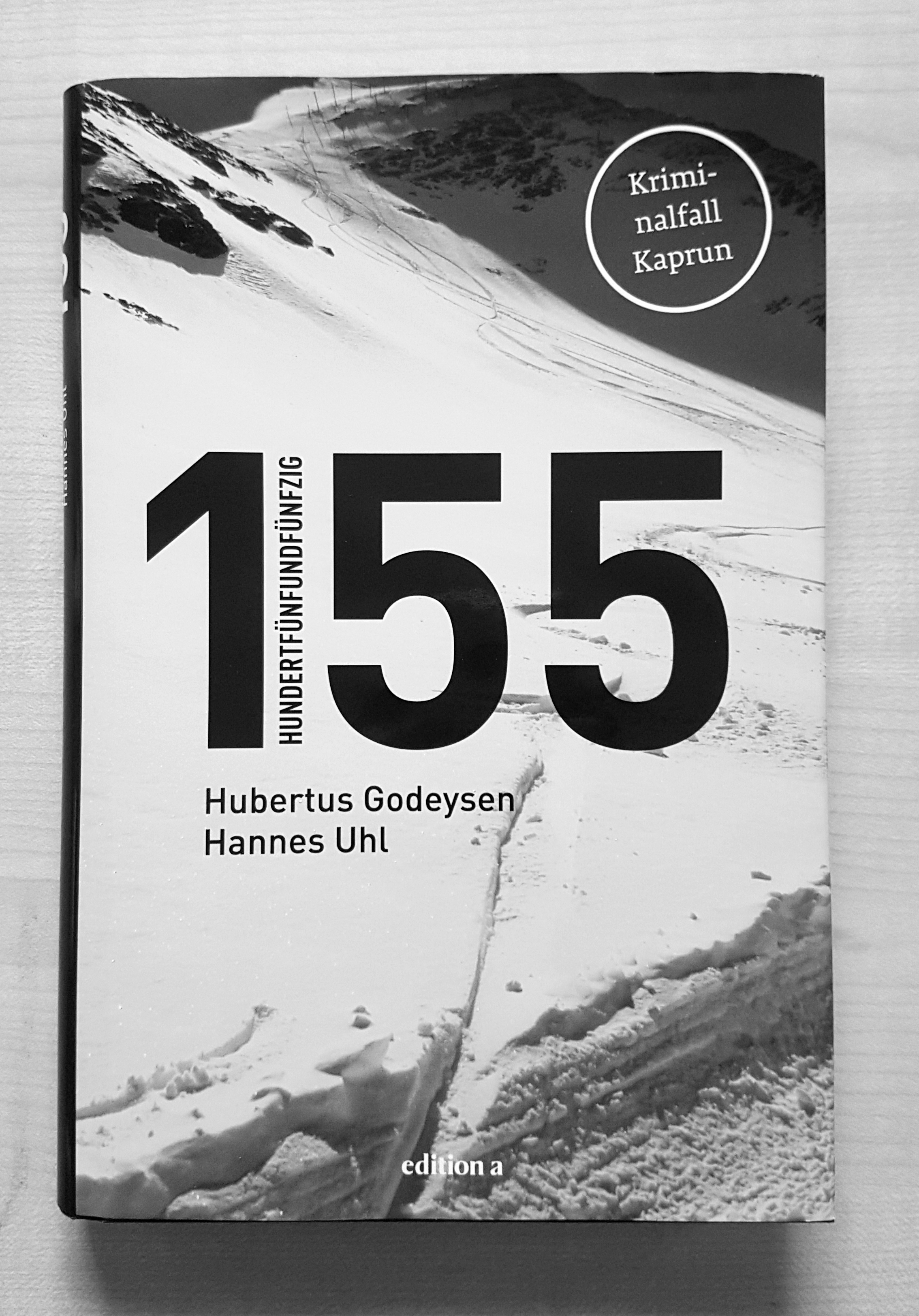
Frontcover des Buches

10 Jahre nach dem weltweit kritisierten Urteil im Salzburger Kaprun Prozess veröffentlichte der Wiener edition a Verlag im Jahre 2014 ein 192 Seiten umfassendes Buch 155 Kriminalfall Kaprun mit neuen Hintergründen zur Katastrophe, zu den Ermittlungen und zur juristischen Aufarbeitung. Die damalige Staatsanwältin Eva Danninger-Soriat, welche vom Tag der Katastrophe an beteiligt gewesen war, unterstützte die beiden Autoren Hubertus Godeysen und Hannes Uhl bei ihren Recherchen. Auslöser dazu war unter anderem eine emotionale Begegnung mit dem Vater eines Opfers. So erzählt Eva Danninger-Soriat im Prolog davon wie dieser ihr zum Vorwurf machte, mit den Beschuldigten unter einer Decke gesteckt und diesen zum Freispruch verholfen zu haben.
Im Buch wird beispielsweise davon berichtet, wie der von Danninger-Soriat bestellte erste Hauptgutachter Anton Muhr unter vorgeschobenen Gründen aus dem Prozess entlassen wurde. Er war zu dem Ergebnis gekommen, dass nicht der Heizlüfter an sich schuld am Feuer gewesen sei, sondern dessen Zerlegung sowie die unsachgemäße Modifikation und der daraufhin erfolgte Wiedereinbau. Auch die Hydraulik-Messleitungen, die durch den Umbau jetzt auf dem Heizlüfter auflagen und an den Verbindungsstücken Öl verloren, waren seiner Meinung nach ein Mitgrund zur Entstehung des Brandes. Anton Muhr, der unter anderem 1999 auch für den Brand im Tauerntunnel als Gutachter bestellt worden war, erlitt durch die diskriminierende Behandlung von Kollegen und anderen Beteiligten vor Gericht eine schwere Depression. Die ehemalige Staatsanwältin berichtet, wie dieser regelrecht gemobbt worden sein soll. Des Weiteren wird geschildert, wie das Gericht nach der Entlassung von Anton Muhr andere Gutachter berief, welche die Ursachen für den Brand zugunsten der Gletscherbahnen gelenkt haben sollen und die Ergebnisse von Anton Muhr zu widerlegen versuchten.
Es gibt widersprüchliche Berichte über Gutachter und Mitarbeiter der Gletscherbahnen, welche bei der Sichtung des erhalten gebliebenen Heizlüfters aus der zweiten Garnitur allesamt Öl im Gerät gesehen haben, dies aber vor Gericht geleugnet hatten. Nach Beendigung des Prozesses wurde es jedoch wieder bestätigt, nachdem Ermittler der Staatsanwaltschaft Heilbronn sie im Nachhinein dazu befragten. Diese Aussagen sind in einem Ermittlungsbericht der Staatsanwaltschaft Heilbronn belegt.
Die ehemalige Staatsanwältin zeigt sich im Buch ebenfalls irritiert über eine direkt nach dem Urteilsspruch abgehaltene Feier im Salzburger Wirtshaus Die Weisse, welche vom damaligen Richter Manfred Seiss und mehreren Gutachtern, welche zugunsten der Gletscherbahnen argumentiert hatten, besucht worden sein soll. Diese Feier wurde tatsächlich schon früher öffentlich bekannt und in diversen Medien kritisiert.
Des Weiteren gibt es Informationen über die damalige Kriminaltechnische Zentralstelle (KTZ), später Bundeskriminalamt (BKA), des Innenministeriums in Wien, dessen Team für die Spurensicherung in Kaprun verantwortlich war. Dieses soll laut Informationen der damaligen Staatsanwältin Danninger-Soriat die Zusammenarbeit mit dem Gutachter Anton Muhr boykottiert haben und sogar absichtlich Beweismittel zurückgehalten haben, als dieser sie anforderte. Das BKA war und ist zudem dem österreichischen Bundesministerium für Inneres unterstellt und somit keine unabhängige Behörde. Die Frage nach politischer Einflussnahme wird im Buch in den Raum gestellt.
Die Schilderungen im Buch enthalten auch explizite Darstellungen von den Arbeiten der Feuerwehren und des Bundesheeres, von Zeugen sowie von der Bergung der Opfer und der Arbeit der Spurensicherung. Teilweise waren diese Arbeiten sehr belastend, so musste eine Kriminaltechnikerin abgezogen werden, da sie die seelische Belastung nicht aushielt.
Das Buch hat in verschiedensten österreichischen und deutschen Medien Erwähnung gefunden, da es einen kritischen Blick auf die offiziellen Darstellungen wirft.
Das Buch ist seit 2018 als Hörbuch erhältlich.
Im November 2020 erschien der Titel in englischer Sprache.